# IC 4769
IC 4769 је спирална галаксија у сазвјежђу Паун која се налази на листи објеката дубоког неба у Индекс каталогу.
Деклинација објекта је - 63° 9' 26" а ректасцензија 18h 47m 44,0s. Привидна величина (магнитуда) објекта IC 4769 износи 13,3 а фотографска магнитуда 14,1. Налази се на удаљености од 55,013 милиона парсека од Сунца. IC 4769 је још познат и под ознакама ESO 104-11, FAIR 188, AM 1843-631, DRCG 51-39, IRAS 18429-6312, PGC 62428.